# Trèvol d'aigua
El trèvol d'aigua (Menyanthes trifoliata L), també anomenat meniant, trèvol lluent, trifoli lluent o trifoli aquàtic és una planta aquàtica de la família de les Menyanthaceae. Habita en estanys, torberes i prats molls d'alta muntanya.

## Nomenclatura
El mot Menyanthes procedeix de les paraules gregues mènè, 'lluna, més' i anthos, 'flor', i del llatí trifolia (‘que té tres fulles’) prové de la forma de les fulles i de la creença que només floria durant un més per any.

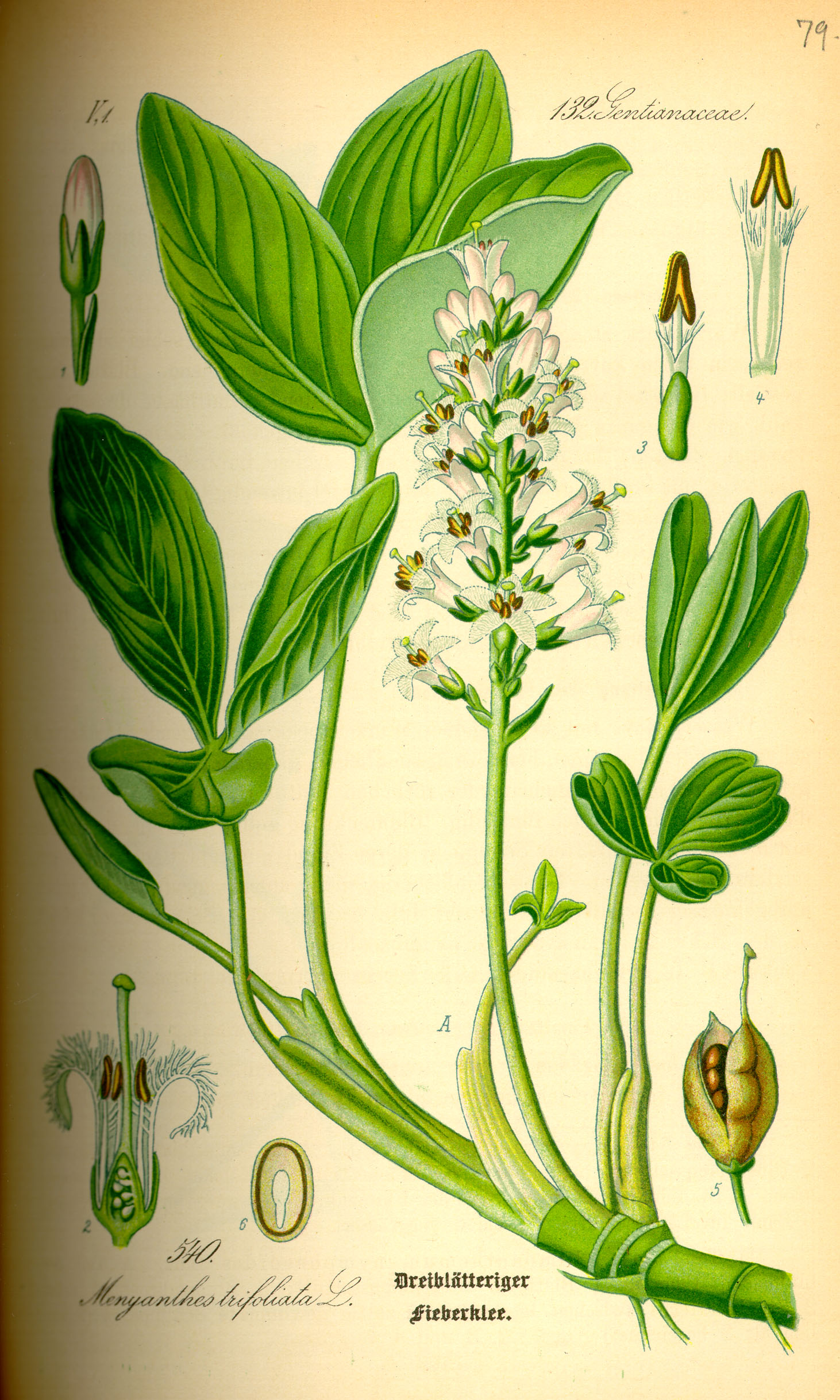
Parts de la planta

## Descripció
És una planta aquàtica perenne de 15 a 30 cm d'alçada. Té una tija gruixuda, carnosa, de longitud variable i està rodejada per fulles que s'uneixen formant una espècie de beines. Les fulles presenten un llarg pecíol carnós i ample, que quan s'uneix a la fulla queda enfundat. Estan dividides en tres folíols ovalats (trifoliades), de marge sencer o lleugerament dentat. Pel que fa a les flors, aquestes presenten un color rosat o blanc, amb cinc sèpals i cinc pètals (pentàmeres), i són hermafrodites. La corol·la està fusionada (simpètala), i té forma d'embut. Als pètals apareixen una sèrie de pèls blancs que donen a la flor un aspecte característic. L'androceu té cinc estams rogencs inserits en el tub de la corol·la o entre els lòbuls. El gineceu consta d'un ovari unilocular que es desenvolupa per sobre del calze, i que quan madura origina un fruit. El fruit és una càpsula ovada que s'obre en dues valves i està plena de llavors grogues. Les tiges i fulles tenen un sabor molt amarg.

## Hàbitat
Aquesta planta, la trobem en pantans, llacunes, i estanys de pràcticament tots els continents. Té una àmplia distribució circumpolar a l'hemisferi nord i es considera un element floral àrtic-nord. No obstant això, com que molts d'aquests llocs naturals han estat drenats, se'l considera en perill, i a Alemanya, per exemple, és protegida i no se'n poden cullir sense permís. Als Països Catalans és força rara, la trobem en zones pantanoses d'estatge subalpí al Pirineu oriental, el Parc Nacional d'Aigüestortes i Estany de Sant Maurici a la Vall d'Aran i l'Alta Ribagorça; a Puigcerdà i Setcases, a l'Espai Natural de les Guilleries-Savassona i a l'entorn del Gorg de la Sort. No n'hi ha constància al País Valencià ni tampoc a les Illes Balears. A Catalunya no se’n fa cap ús especial i, en principi, no ha de tenir problemes greus de conservació. El trèvol d’aigua, en indrets favorables, es comporta com a bon colonitzador.

### Composició química[calcitació]
- Àcids: àcid cafeïc, àcid clorogènic, àcid ferúlic, àcid p-hidroxibenzòic, àcid protocatèquic, àcid salicílic, àcid vaníllic, àcid fòlic i àcid palmític.
- Alcaloides: gentianina E (terpènic), gentianina i gentianidina (piridínics) i colina.
- Flavonoides: hiperina, camferol, quercetina, rutina i trifoliòcit.
- Iridoides: 7,8-dihidrofoliamentina, foliamentina, loganina, mentiafolina i esveròsid.
- Sals minerals: 6-7%.

Altres constituents: carotè, alcohol cerílic, enzims (per exemple, emulsina, invertina), alfa-espinasterol (que és una mescla de cinc esterols dels quals l'alfa-espinasterol i l'estigmast-7-enol són els compostos majoritaris).

### Usos medicinals
El trèvol d'aigua té propietats de tònic amarg i diürètic. A Occident, el trèvol d'aigua s'utilitza en fitoteràpia des del segle xvi, ja que en no ser una planta mediterrània, no va ser coneguda pels metges de l'antiga Grècia. Es va fer servir per tractar el reumatisme, l'artritis reumatoide i, especialment, el reumatisme muscular associat amb l'astènia general. D'altra banda, també està indicat per tractar l'anorèxia, la dispèpsia i els seus símptomes associats (aerofàgia, flatulència, espasme abdominal, i la sensació de plenitud gàstrica). Finalment i de manera més tradicional, també s'utilitza per a tractar la febre. S'emprava la fulla (Menyanthidis trifolita folium) en el reumatisme i en la icterícia, com a tònic amarg i, en situacions d'emergència, com a succedani del te.

### Accions farmacològiques
Els principis amargs són responsables de l'acció tònica, aperitiva, digestiva, i colerètica. En aquesta planta, els àcids cafeïc i ferúlic tenen una acció colerètica, i s'ha documentat també una acció secretora estomàtica dels àcids protocatèquic i p-hidroxibenzoic, que estimula la sensació de gana. Els alcaloides produeixen un efecte hepatoprotector, així com colerètic, i l'escopoletina presenta una acció espasmolítica a nivell digestiu. Conté també flavonoides i alcaloides no ben estudiats encara, que podrien explicar les seves propietats febrífugues i laxants. Es fa servir en estat gripals. Els secoroides són antiinflamatoris. Els efectes del trèvol d'aigua són similars als de la genciana, tot i que el seu índex d'amargor és força menor (4.000-10.000 IA, enfront dels 10.000-30.000 IA de la genciana). El seu extracte conté activitats antibacterianes.

#### Toxicitat
Cap part de la planta és gaire tòxic. En dosis molt elevades, el trèvol d'aigua és purgant i emètic, és a dir, pot irritar el tracte gastrointestinal i provocar diarrea, còlics, nàusees o vòmits. En administrar un fàrmac que contingui trèvol d'aigua, cal tenir en compte el contingut alcohòlic de l'extracte fluid i de la tintura. És per això que no es recomana prescriure oralment durant el període d'embaràs, lactància, a nens menors de dos anys i a persones en procés de deshabilitació etílica. D'altra banda, està contraindicat a qualsevol persona que presenti hipersensibilitat a algun dels components.

## Altres usos

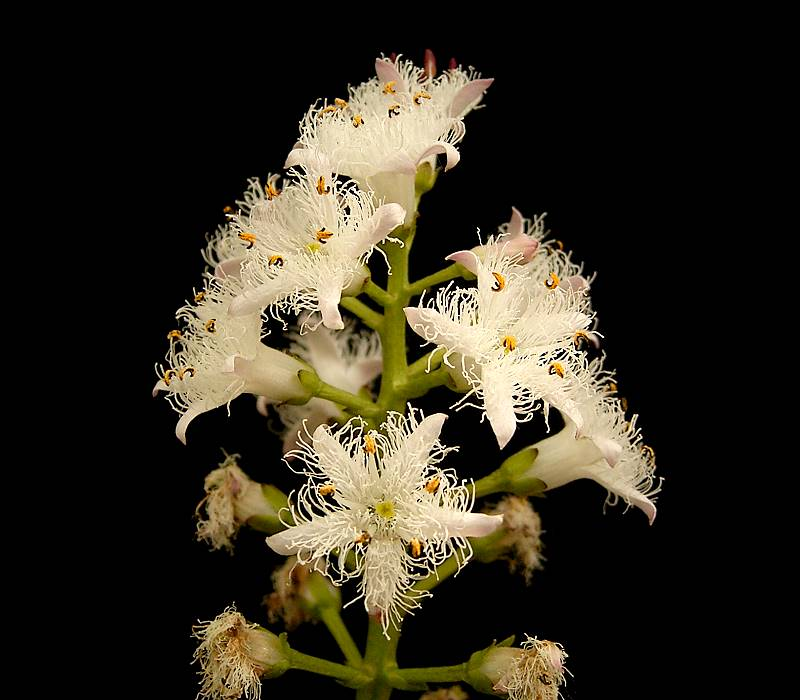
Flors

El Consell d'Europa ha inclòs el trèvol d'aigua en la llista de fons naturals de condiments alimentaris (categoria N2). Aquesta categoria estableix que poden afegir-se quantitats petites als aliments, amb la possible limitació d'un principi actiu (encara sense especificar) en el producte final.